# Malha poligonal

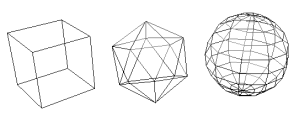
Exemplos de malhas poligonais

Uma malha poligonal é uma coleção de faces (onde cada uma é um conjunto de vértices) que definem um objeto tridimensional nos campos da computação gráfica e da modelagem tridimensional. As faces geralmente são constituídas de triângulos ou quadriláteros, umas vez que estas formas simplificam o processo de renderização, no entanto também podem ser compostas por formas geométricas complexas.
O estudo das malhas poligonais é um grande sub-campo da computação gráfica e modelagem geométrica. Diferentes representações de malhas poligonais são utilizadas para diferentes aplicações e propósitos. Devido a grande importância deste assunto, atualmente existem algoritmos bem desenvolvidos para técnicas como ray tracing, detecção de colisão, etc.

## Formatos de arquivos
- OBJ
- VRML
- 3DS
- BLEND
- MS3D
- MAX